# Non abbiate paura - La vita di Giovanni Paolo II
Non abbiate paura - La vita di Giovanni Paolo II (conosciuto anche come Non abbiate paura - La vita di Papa Giovanni Paolo II) è un film drammatico del 2005 diretto da Jeff Bleckner con Thomas Kretschmann.

## Trama
La pellicola ripropone la vita di Giovanni Paolo II, il papa del terzo millennio. In questo spaccato della sua vita, Karol Wojtyła viene eletto pontefice il 16 ottobre 1978 e comincia il difficile cammino del suo ministero compiendo numerosissimi viaggi nel mondo, venendo ferito nell'attentato in Piazza San Pietro il 13 maggio 1981, contribuendo al crollo del comunismo nell'Est Europa e infine morendo a causa delle precarie condizioni di salute dovute anche alla malattia di Parkinson il 2 aprile 2005.